# Celinda Sosa Lunda
Celinda Sosa Lunda (Yesera, 13 de octubre de 1963) es una política y dirigente campesina boliviana. Fue ministra de Producción y de Microempresa. Actualmente es ministra de Relaciones Exteriores de Bolivia.

## Trayectoria
Fue fundadora de la Federación Sindical Única de Trabajadores Campesinos de Bolivia y también ocupó la secretaria general de la Federación Nacional de Mujeres Campesinas Bartolina Sisa, actualmente Confederación Nacional. Asimismo, se desempeñó como directora del Centro de Capacitación e Investigación de la Mujer Campesina. 
En el servicio público, en el 2005, integró la Comisión de Transición Social y luego fue ministra de Producción y Microempresa hasta 2007. Posteriormente, asumió la Representación Presidencial y luego la secretaría de Desarrollo Social de la Gobernación, ambos de Tarija. 
Formó parte del directorio como vicepresidenta del Banco de Desarrollo Productivo (BDP).